# يوم جحوش
يوم جحوش ويقال: يوم خَوٍّ وهو أثبت، احد ايام العرب في الإسلام، بين أبناء بنو عبدالله بن دارم من تميم وخاصة بني زرارة.

## المعركة
ويوم خوّ كان بين بني القعقاع بن معبد بن زرارة وبين بني عبيد بن خزيمة بن زرارة وقد وقع بينهم الشر بسبب قَتِل قيس بن ضرار بن القعقاع للمقدام بن جحش، ويقال ابن جحوش، وهو أثبت. وقتل سبعة عشر رجلا منهم ابن لمعبد بن القعقاع، وقتل المخش سيد بني عُبَيْد.
وأُخذ رَجُل من بني خزيمة بْن زرارة يُقَالُ له خزيمة بالمدينة فقدمه مُوَرَّقُ بْن قَيْس بْن عوف بْن القعقاع إِلَى يحيى بن الحكم وهو على المدينة، فأقاده له، 

فقال مورق:
  يعني الَّذِي ضرب عنق الرجل. والطود هُوَ ابن عُبَيْد بْن خزيمة بْن زرارة بْن عدس، وكان الطود شريفًا.

## في الشعر
وقال ابن أصيلة أحد بني عبيد:
وقال الأشهب بن رميلة:
وكان نعيم بْن ضرار بْن القعقاع اعتزل الحرب التي كانت بين أهله وبين بني عُبَيْد وقال:
وقال بسطام بْن ضرار بْن القعقاع يعير نعيمًا وأخاه القعقاع بْن ضرار بقعودهما عَنْهُ:
وكان مِمَّنْ لم يحضر تلك الحرب يوم خو قَيْس بْن ضرار بْن القعقاع وهو من قتل المقدام ثم ذهب إِلَى أخواله بالجزيرة وترك الحرب، ومات بالجزيرة.

فقال جرير:
ثم قال جرير بعد وفاة قيس يرثيه: